# Richard Lambourne
Richard Edward Lambourne (* 6. Mai 1975 in Louisville (Kentucky)) ist ein US-amerikanischer Volleyballspieler.

## Karriere
Lambourne zog sich im Alter von sechs Jahren bei einem Fahrradunfall schwere Verletzungen an der Schulter und im Gesicht zu. Dennoch begann er eine sportliche Karriere, zunächst im Baseball. An der Brigham Young University kam er dann zum Volleyball und spielte zunächst als Außenangreifer, bevor er Libero wurde. Im November 2000 gab er sein Debüt für die US-amerikanische Nationalmannschaft und erreichte 2001 mit dem Team das Finale der NORCECA-Meisterschaft. Im gleichen Jahr ging er in die österreichische Liga zu den Aon hotVolleys Wien. Mit dem Verein gewann er 2002 und 2003 zweimal in Folge das nationale Double aus Meisterschaft und Pokal. Außerdem gelang dem US-Team mit Lambourne 2003 der Sieg in der kontinentalen Meisterschaft. Anschließend spielte der Libero jeweils eine Saison für den niederländischen Verein Piet Zoomers Apeldoorn und in Griechenland bei GS Lamia. Nach der erfolgreichen Titelverteidigung bei der NORCECA-Meisterschaft 2005 war er ein Jahr bei Noliko Maaseik aktiv, bevor er zum polnischen Erstligisten AZS UWM Olsztyn ging. 2007 schafften die USA mit Lambourne den dritten kontinentalen Titel in Folge und erreichten außerdem das Endspiel der Panamerikanischen Spiele. 2008 gewann das US-Team die Weltliga und triumphierte anschließend im Finale des olympischen Turniers gegen Brasilien. In der Saison 2008/09 spielte Lambourne beim russischen Verein VK Lokomotiv-Belogorje. Nach dem verlorenen Finale der NORCECA-Meisterschaft 2009 ging er zurück nach Polen zu Delecta Bydgoszcz. Dort wurde er 2010 aus disziplinarischen Gründen entlassen. Seit 2011 ist er beim Ligakonkurrenten Effector Kielce aktiv.